# Andreas Michl
Andreas Michl (* 29. Jänner 1980 in Rotthalmünster) ist ein österreichischer Fußballspieler deutscher Herkunft. Seit Juli 2018 ist der Tormann beim Landesligisten SK Schärding engagiert.

## Leben und Karriere
Michl wuchs in Neuhaus am Inn auf, 1991 zog er nach Schärding. Dort begann er seine Karriere in Österreich beim ATSV Schärding in der oberösterreichischen 2. Landesliga West. Im Jänner 1997 wechselte er zum Lokalrivalen SK Schärding in die 1. Landesliga. 1998 ging er zur SV Ried in die Bundesliga, wo er bis 2001 bei den Amateuren spielte und 2001 den ersten Profivertrag unterschrieb. Nach einem Jahr bei Ried musste er mit dem Verein aus der Bundesliga absteigen. 2003 nahm der mittlerweile über ein Jahrzehnt in Österreich lebende Deutsche die österreichische Staatsbürgerschaft an, um auch bei der neuen Ausländerregelung in der Ersten Liga noch im Kader der ersten Mannschaft zu bleiben.
Nach dem Aufstieg 2005 und vier Einsätzen in der Bundesliga, wechselte er 2006 in die Regionalliga Mitte zum FC Blau-Weiß Linz. Nach nur einem Jahr in der Stahlstadt ging Michl zu SCR Altach nach Vorarlberg. Im Sommer 2009 wechselte er nach Deutschland, in die 3. Liga zum Wacker Burghausen. Da er sich dort nicht durchsetzen konnte, ging er im Jänner 2011 in die österreichische Regionalliga Mitte zum FC Pasching, wo er aber schon Anfang April wieder suspendiert wurde.
Nachdem Michl zwei Monate vereinslos war, wurde er für die Saison 2011/12 vom Regionalligisten SKU Amstetten verpflichtet, für den er 31 Spiele bestritt. Im Sommer 2012 wechselte Michl zum ATSV Stadl-Paura und war dort als Stammtorwart maßgeblich am Durchmarsch des ATSV von der Landesliga West (2. Landesliga) bis in die Regionalliga Mitte beteiligt. Am 5. Juni 2015 erzielte er beim 5:0-Sieg gegen die SV Neuhofen/SV Ried II in der 86. Minute aus einem Elfmeter den ersten Treffer seiner Karriere. Am 31. Juli 2015 wurde Michl bei der 3:5-Niederlage bei Union Gurten in der 43. Minute wegen Torraubs ausgeschlossen. Dies war nach den Ausschlüssen beim SKU Amstetten am 25. Mai 2012 gegen den SC Ritzing und am 14. September 2002 bei SV Neuhofen/SV Ried gegen SV Gmunden der dritte Feldverweis in Michls Karriere. Nach vier Saisonen in Stadl-Paura wechselte Michl im Sommer 2016 zum Regionalligisten Union TTI St. Florian und bereits im Winter zu OÖ-Ligist WSC Hertha Wels. Im Sommer 2017 führt ihn der Weg noch einmal für eine Saison zum ATSV Stadl-Paura. Zur Saison 2018/19 wechselte Michl zum SK Schärding, bei dem er bereits 20 Jahre zuvor im Herrenfußball aktiv war. 2019/20 erhielt er seine Lizenzen als Kindertrainer und danach als Jugendtrainer und machte danach 2020/21 seine Kurse für die UEFA-B-Lizenz. Seit Sommer 2020 ist er parallel zu seiner Spielerkarriere auch als Co- bzw. Torwarttrainer der Herrenmannschaft des SK Schärding tätig und bekleidet seit dieser Zeit auch das Amt des Sektionsleiters im Verein. Am Ende der Saison 2022/23 musste er kurzzeitig interimistisch als Trainer der Oberösterreicher einspringen.